# Lucius Opimius
Lucius Opimius est un consul romain en 121 av. J.-C., mandat pendant lequel il fait exécuter Caius Gracchus en vertu d'un senatus consultum ultimum. Il est condamné par la lex Mamilia en 109 av. J.-C.

## Famille
Il est le fils de Quintus Opimius, consul en 154 av. J.-C.

## Biographie

### Début de carrière
Peu d'informations sont disponibles. Des pièces de monnaie portant son nom ont été retrouvées. Il aurait peut-être fait partie du collège des tresviri monetale.

### Préture (125)
En 125, il est préteur sous le consulat de Marcus Plautius Hypsaeus et de Marcus Fulvius Flaccus,. Durant cette période, Rome refuse le droit de cité aux Italiens et réprime tous les actes de rébellion et de défection avec force. La ville de Frégelles, au sud de Rome, fait défection,. Lucius Opimius est envoyé en tant que préteur pour mettre fin à cette situation. Il obtient la capitulation de la ville après que Quintus Numitorius Pullus ait livré la ville,,,,. À la suite de sa victoire, Lucius Opimius demande un triomphe qui est refusé car le territoire conquis est précédemment romain,.

### Consulat (121)
En 122, Lucius Opimius brigue le poste de consul. Il est membre du parti oligarchique. Il échoue face à Caius Fannius Strabo suggéré par Caius Gracchus,. L'année suivante, du fait de la démagogie de Marcus Livius Drusus et du manque de popularité de Marcus Fulvius Flaccus, Lucius Opimius a toutes ses chances d'obtenir le consulat,,.
Lors des élections, en juillet 122, pour l’année 121, Caius Gracchus échoue dans sa réélection pour être tribun de la plèbe, laissant sa place à Marcus Minucius Rufus et Lucius Opimius obtient le poste de consul avec comme collègue Quintus Fabius Maximus. Ce dernier part commander les légions romaines en Gaule alors que Lucius Opimius reste à Rome.

#### La mort de Caius Gracchus
Son consulat est marqué par les morts de Caius Gracchus et de Marcus Fulvius Flaccus, consul en 125, ainsi que ses deux fils, morts provoquées par Lucius Opimius lui-même,,. Ces morts ont permis la fin de cette guerre civile.
Le consul Lucius Opimius, à peine arrivé au pouvoir, et ses alliés se réunissent au Capitole afin d’abroger certaines lois de Caius Gracchus,,. Caius Gracchus reste tout d'abord calme puis excité par ses amis et surtout par Marcus Fulvius Flaccus, il rassemble autour de lui des partisans et se dirige vers le Capitole,,,. Comme cet endroit est occupé par Lucius Opimius, il s'arrête sous le portique,. Pour la suite des évènements, l’histoire varie selon les auteurs,,. Le point commun de toutes les différentes versions est que Quintus Antyllius, un allié de Lucius Opimius, est tué sous le portique à la suite de sa rencontre avec Caius Gracchus. À la suite du meurtre, les gens effrayés quittent les lieux. Caius Gracchus essaye de s’expliquer en descendant au forum mais il n'est écouté par personne. Cette mort est le prétexte attendu par Lucius Opimius et ses alliés et marque le début des confrontations. Quand Lucius Opimius est au courant de ce qui s’est passé, il excite le peuple à la vengeance,. La popularité de Caius Gracchus est au plus bas.
Soit le jour même, soit le lendemain, alors que le Sénat est réuni, le corps du licteur de Lucius Opimius, Quintus Antyllius est exposé nu et transporté à travers le forum accompagné par des plaintes et des gémissements. Les sénateurs, attirés par le bruit et voyant l’étonnement feint de Lucius Opimius, sortent et voient le corps. Ils se lamentent et leur colère envers Caius Gracchus et Marcus Fulvius Flaccus s’embrase. Ils votent les projets de Lucius Opimius : ils confient la survie de la République et le soin d’exterminer les ennemis à Lucius Opimius par un senatus consultum ultimum,,. Lucius Opimius est le premier attesté à avoir reçu un senatus consultum ultimum,,.
Lucius Opimius demande aux sénateurs de prendre les armes et aux chevaliers de prendre deux serviteurs armés. Le Sénat fait mander Caius Gracchus et Marcus Fulvius Flaccus pour qu’ils s’expliquent. Caius Gracchus et Marcus Fulvius Flaccus s’emparent de l’Aventin dans le but de faire plier le sénat et se fortifient dans le temple de Diane avec leurs partisans,,,. Sur le conseil de Caius Gracchus, Marcus Fulvius Flaccus envoie au Forum son plus jeune fils, Quintus,. Opimius déclare que des messagers n’avaient pas à persuader le Sénat, qu’ils devaient se présenter eux-mêmes. Il rajoute que Quintus ne pourrait revenir que si ces conditions étaient respectées : ils doivent mettre bas les armes et venir s’expliquer,. Caius Gracchus veut accepter et descendre auprès des sénateurs mais ses amis refusent. Marcus Fulvius Flaccus renvoie Quintus. Lucius Opimius arrête le jeune homme et ordonne de marcher sur Marcus Fulvius Flaccus et Caius Gracchus. Ces derniers sont mis en déroute,,,. 250 partisans de Caius Gracchus et lui-même meurent sur l’Aventin,,,.
Pour l'anecdote, après sa mort, on coupe la tête de Caius Gracchus. En effet, Lucius Opimius avait promis avant la bataille qu’il paierait leur pesant d’or les têtes de Caius Gracchus et de Marcus Fulvius Flaccus,,,,,,. On aurait même retiré la cervelle et coulé du plomb à la place afin de la rendre plus lourde,,,,. Marcus Fulvius Flaccus est égorgé avec son fils aîné,,,,,. Sa tête est, elle aussi apportée au consul Lucius Opimius en échange de son pesant d’or. Selon une autre version, ceux qui l’apportèrent ne reçurent rien en échange.
Puis, afin de définitivement éliminer le parti des Gracques, Lucius Opimius fait arrêter et tuer, sans jugement, 3000 partisans de Caius Gracchus,,,. Quintus, le fils de Marcus Fulvius Flaccus qui avait servi de héraut, put choisir son supplice et fut mis à mort,,,.
À la suite de ces massacres, le sénat, Lucius Opimius, fit restaurer le temple en l’honneur de la Concorde dans le Forum, et construisit une basilique à côté du temple, basilique qui porte le nom de basilique Opimia,. Le fait de restaurer le Temple de la Concorde indigna le peuple car il semblait que par ce geste, Lucius Opimius se vantait d’avoir mis à mort des citoyens romains. De nuit, sous la dédicace du Temple, un vers aurait été inscrit : « La Discorde bâtit ce temple à la Concorde ».

#### Vin opimien
Le consulat de Lucius Opimius est connu pour une autre raison : c'est sous son consulat qu'un vin d'une qualité exceptionnelle fut récolté,,,,,. Ce vin a connu une longueur de vie exceptionnelle car normalement après 10-15 ans, le vin devient acide et amer. Ce dernier était encore conservé sous forme de miel amer 200 ans après et servait à bonifier d’autres vins,. Des inscriptions sur des amphores portant le nom de vin d’Opimius ont été retrouvées.

### Procès pour la mort de Caius Graccus (120)
En 120, Lucius Opimius doit répondre des événements qui ont eu lieu sous son consulat. Le chef d’accusation de Lucius Opimius est de déterminer si oui ou non il a le droit de tuer des citoyens alors que cela est interdit par la loi. L’accusateur est Quintus Decius, tribun de la plèbe, tandis que la défense est assuré par le consul Caius Papirius Carbo,, qui appartenait pourtant jusque-là aux soutiens des réformes des Gracques. L’argument de défense est que Lucius Opimius a tué Caius Gracchus afin de sauver la République. De plus, il ajoute que Lucius Opimius est sous l’autorité d’un senatus consultum ultimum et donc, qu’il agit sur la demande du Sénat en accord avec sa conscience. Lucius Opimius est acquitté,,.
L’institutionnalisation du senatus consultum ultimum met aux mains du Sénat et de ses factions une arme sans limite contre d'éventuels opposants et on l'utilise contre Saturninus en 100 et Catilina en 63 av. J.-C.

### Procès pour corruption par Jugurtha (109)
À la mort du roi numide, Micipsa, en 118, le royaume de Numidie est divisé entre le neveu Jugurtha et les deux fils du roi. En 116, Jugurtha tue le plus jeune fils du roi, Hiempsal et une commission part de Rome afin de diviser le royaume entre Jugurtha et Adherbal. Lucius Opimius est choisi comme chef de la délégation composée par 10 légats. Jugurtha connaissant bien les Romains réussit par des cadeaux à corrompre Lucius Opimius et ses compagnons,,,,. Jugurtha reçoit ainsi la partie la plus peuplée et la plus riche de la Numidie. Adherbal reçoit celle qui était la plus équipée en ports et en édifices,. En 113-112, Jugurtha attaque Adherbal qu’il tue, agissant contre les ordres de Rome. Des marchands italiens de Cirta sont tués et cela déclenche une guerre entre Rome et Jugurtha. Ce dernier s'en sort avec un simulacre de reddition après avoir acheté le consul de 111 Lucius Calpurnius Bestia, ainsi que tout son état-major, dont semble-t-il le princeps senatus Marcus Aemilius Scaurus,.
Un tribun en 109, Caius Mamilius Limetanus, obtient qu'une commission soit mise en place pour juger ceux qui, dans leurs ambassades ou leurs commandements, ont reçu de l'argent de Jugurtha,. Outre Opimius, qui paie peut-être aussi là son rôle dans la mort de Caius Graccus,,, ou qui est légat en Numidie en 111 ou 110, trois autres consulaires sont condamnés : Caius Porcius Cato, consul en 114 et légat en Numidie vers 111/110, Lucius Calpurnius Bestia, consul en 111, et Spurius Postumius Albinus, consul et commandant inactif de la guerre contre Jugurtha en 110,.

### Exil
Lucius Opimius, haï et détesté par le peuple, se retire à Dyrrachium en Épire et meurt peu après.